# Estádio 23 de Agosto
Estádio 23 de Agosto é um estádio de futebol localizado em San Salvador de Jujuy, Argentina.
Com capacidade para 23.000 pessoas, foi inaugurado em 1973. O nome do estádio é em homenagem ao "Êxodo de Jujuy" ocorrida durante a Guerra da Independência da Argentina. É o estádio onde o Gimnasia y Esgrima de Jujuy manda seus jogos.

## Informações gerais
| Nome oficial  | 23 de Agosto                     |
| Apelido       | La Tacita de Plata; La Caldera   |
| Nome anterior | Éxodo Jujeño                     |
| Endereço      | Avenida El Éxodo e Santa Barbara |
| Localidade    | San Salvador de Jujuy            |
| Departamento  | Doctor Manuel Belgrano           |
| Província     | Jujuy                            |
| Inauguração   | 18 de março de 1973              |
| Capacidade    | 23 000 espectadores              |
| Proprietário  | Gimnasia y Esgrima de Jujuy      |

## História

### Inauguração
O estádio foi inaugurado em em 18 de março de 1973, data em que se comemora o aniversário do Gimnasia de Jujuy (fundado em 18 de março de 1931). O jogo de inauguração foi um amistoso válido pela primeira rodada do Torneio Regional de 1973, contra o Vélez de Catamarca, com vitória do Gimnasia de Jujuy por 2–0.

### Renovação
Em 2009, a Associação do Futebol Argentino (AFA) confirmou Jujuy como uma das sedes da Copa América de 2011, disputada na Argentina. Por conta disso, o estádio foi remodelado e teve sua capacidade ampliada.

### Origem do nome
O nome oficial do estádio refere-se ao início do Êxodo de Jujuy (em espanhol, Éxodo Jujeño), evento histórico da Guerra da Independência da Argentina ocorrido em 23 de agosto de 1812. Também é popularmente conhecido como "La Tacita de Plata", nome que faz referência ao nome popular da cidade onde está localizado o estádio, San Salvador de Jujuy.

## Copa América de 2011
Recebeu duas partidas da Copa América de 2011:
| Data       | 1ª equipe | Placar | 2ª equipe  | Fase    | Público |
| ---------- | --------- | ------ | ---------- | ------- | ------- |
| 2 de julho | Colômbia  | 1–0    | Costa Rica | Grupo A |         |
| 7 de julho | Bolívia   | 0–2    | Costa Rica | Grupo A |         |